# Гиппиатрика

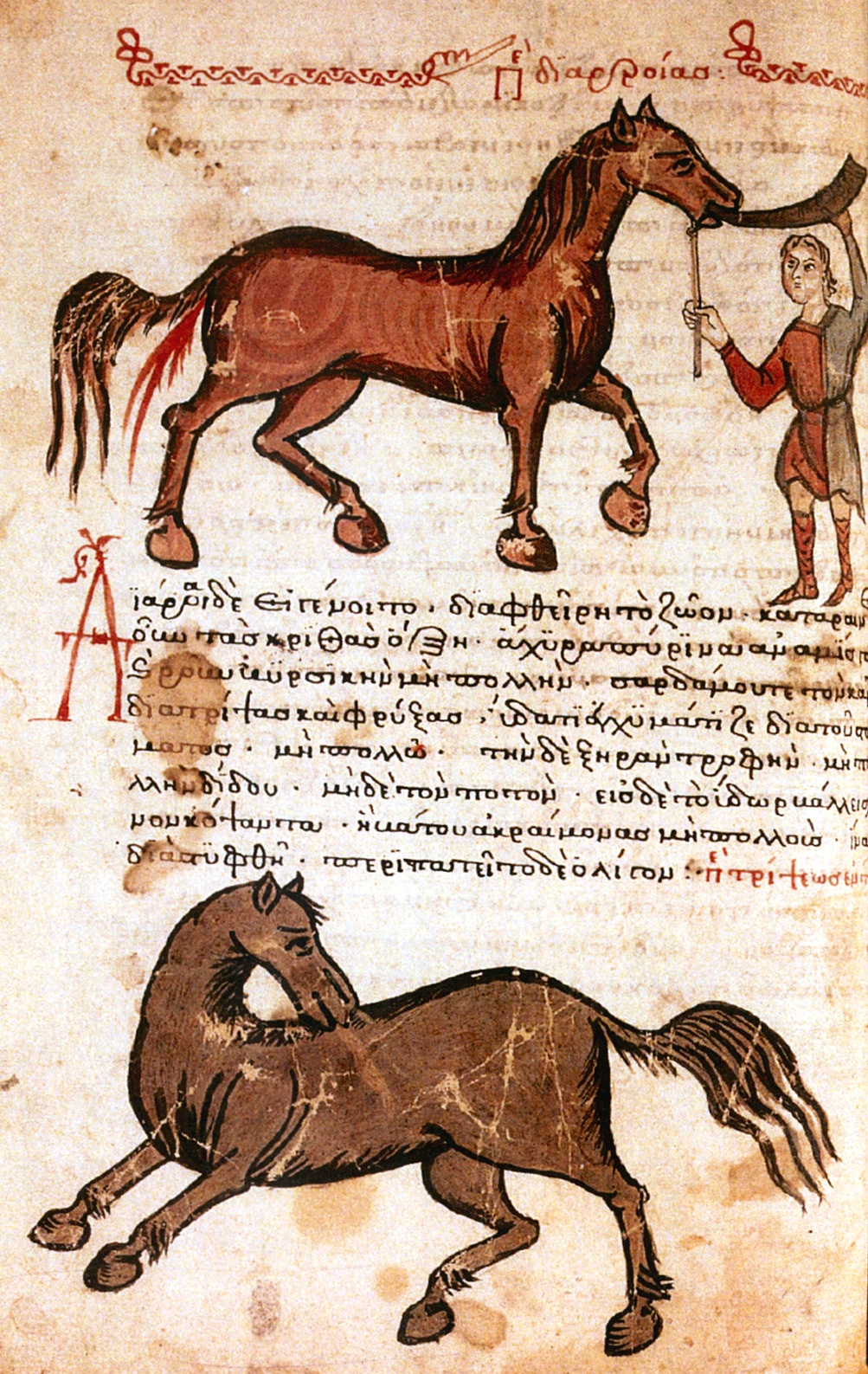
Фолио из Гиппиатрики с письменными и иллюстрированными инструкциями по обливанию лошади водой, чтобы вызвать диарею

Гиппиатрика (греч. Ἱππιατρικά) — византийский сборник древнегреческих текстов, в основном отрывков, посвящённых уходу за лошадьми и их исцелению. Тексты, вероятно, были составлены в пятом или шестом веке нашей эры неизвестным редактором. В настоящее время сборник сохранился в пяти редакциях в 22 рукописях (содержащих 25 копий) в диапазоне от X до XVI веков нашей эры.

## Содержание
Семь текстов поздней античности составляют основные источники Гиппиатрики: ветеринарные руководства Апсирта, Эвмела (ветеринарного врача в Фивах, Греция), Гиерокла, Гиппократа и Феомнеста, а также работы Пелагония (первоначально латинский текст, переведённый на греческий язык), и глава о лошадях из сельскохозяйственного сборника Анатолия. Хотя вышеупомянутые авторы ссылаются на своих классических греческих ветеринарных предшественников (т. е. Ксенофонта и Симона Афинского), корни их традиции в основном лежат в эллинистической сельскохозяйственной литературе, восходящей к Магону Карфагенскому. В X веке нашей эры к Гиппиатрике были добавлены ещё два источника поздней античности: работа Тиберия и анонимный сборник «Прогнозов и средств защиты» (греч. Προγνώσεις καὶ ἰάσεις). С точки зрения содержания, источники в «Гиппиатрике» не содержат систематического описания ветеринарного искусства и делают акцент на практическом лечении, а не на этиологии или медицинской теории. Однако сборник содержит большое разнообразие литературных форм и стилей: пословицы, стихи, заклинания, грамоты, наставления, прооимия, медицинские определения, рецепты, мемуары. Во всей Гиппиатрике имя Хирона, греческого кентавра, связанного с целительством и связанного с ветеринарией, появляется дважды (как божество) в форме риторического призыва и в форме заклинания; средство под названием хейронион (греч. χειρώνειον) названо в честь мифологического персонажа.

### Цитаты
1. 1 2 3  McCabe, 2007, p. 1.
2. ↑  Karasszon, 1988, p. 115.
3. 1 2  McCabe, 2007, p. 13.
4. ↑  McCabe, 2007, pp. 13–14.
5. ↑  McCabe, 2007, p. 15.
6. ↑  McCabe, 2007, p. 14.
7. ↑  McCabe, 2007, pp. 10–11.